# 대나무 찜통

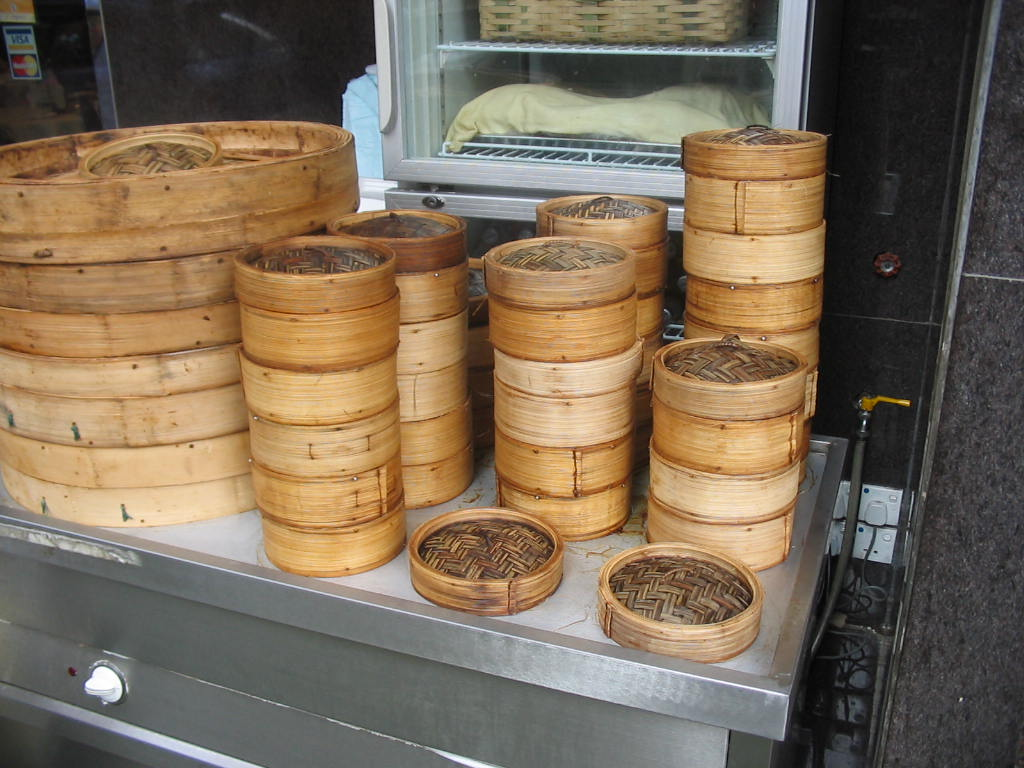
대나무 찜통

대나무 찜통은 대나무로 만든 찜통이다. 중국과 일본에서는 증롱(중국어 간체자: 蒸笼, 정체자: 蒸籠 정룽[*], 일본어: 蒸籠 세로[*])이라 부르기도 한다.

## 사진 갤러리

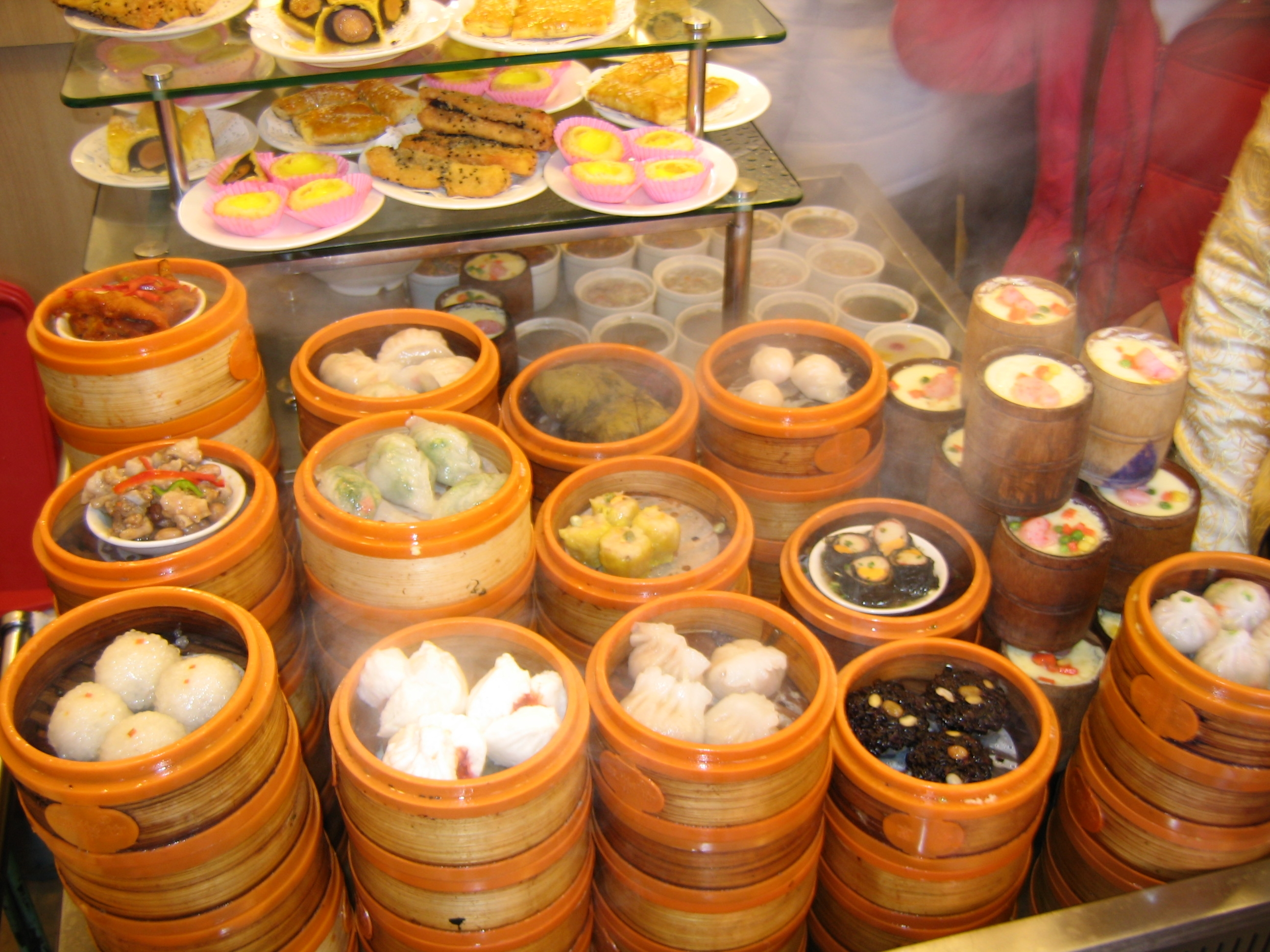
대나무 찜통에 담긴 딤섬
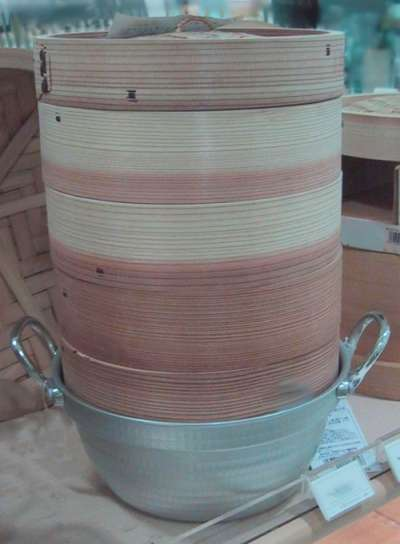
일본의 대나무 찜통

## 같이 보기
- 삼발이 찜기
- 시루
- 후앗